# Schronisko pod Dziobem I
Schronisko pod Dziobem I (Schron pod Dziobem I) – jaskinia, a właściwie schronisko, w Dolinie Chochołowskiej w Tatrach Zachodnich. Wejście do niej położone jest w Dolinie Iwaniackiej, w górnej części Szerokiego Żlebu, w pobliżu Schroniska pod Dziobem II i Schroniska pod Dziobem III, na wysokości 1650 m n.p.m. Jaskinia jest pozioma, a jej długość wynosi 14,5 metrów.

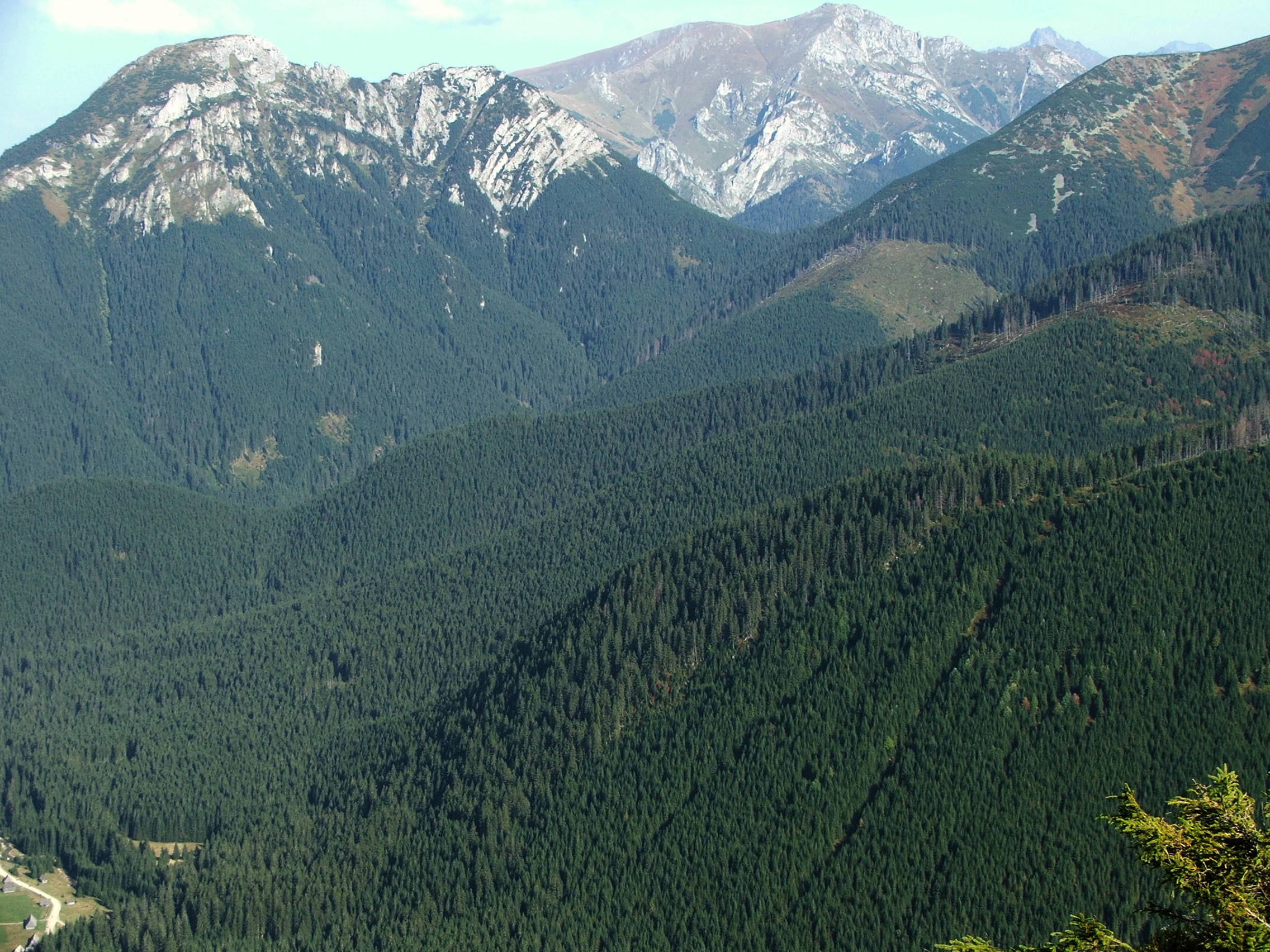
Dolina Iwaniacka i Iwaniacka Przełęcz. Na lewo w zboczu Kominiarskiego Wierchu Szeroki Żleb

## Opis jaskini
Jaskinię stanowi korytarz zaczynający się za dużym otworem wejściowym, a kończący dwiema krótkimi ciągami. Przed samym jego rozgałęzieniem odchodzi w bok równoległa do niego 5-metrowa szczelina.

## Przyroda
W jaskini brak jest nacieków. Ściany są suche, rosną na nich porosty, mchy i paprocie.

## Historia odkryć
Jaskinia była znana od dawna. Znajduje się u podstawy skały w kształcie dziobu. Stąd jej nazwa.
Plan i opis jaskini sporządził W.W. Wiśniewski W 1986 roku.